# Paul de Lauribar
Paul de Lauribar era o pseudônimo pelo qual era conhecida a escritora, conferencista e feminista francesa Maria Elisabeth Pauline Eugenie Mignaburu, nascida em 2 de novembro de 1853, em Constantine, na Argélia (então território colonizado pela França). Também assina, às vezes, Paul de Lauribar-Massip ou Paul de Lauribar (veuve Armand Massip), após enviuvar do segundo marido.

## Biografia
Ela era filha de Augustin Eduard Vital e Marie Mignaburu, tendo sido registrada com o sobrenome materno.
Aparentemente, para sua vida pública, optou por transformar seu nome Pauline para a versão masculina, Paul, e escolheu um rio do País Basco francês, Lauribar, por sobrenome, no lugar do de sua mãe, de origem basca.
Maria Elisabeth Pauline Eugenie Mignaburu casou  em 28/07/1875, em primeiras núpcias, com Charles Eugène Alexandre Sierzputowski, argelino de origem polonesa (nascido em 20 de agosto de 1849 em Philippeville, Argélia, e falecido em 10 de novembro de 1882, na mesma cidade), com quem teve um filho, Armand Charles Eugenie Alexandre Sierzputowski de Kostka, nascido em 6 de agosto de 1876 em Nice.
No dia 24 de outubro de 1908, sofreu um acidente de trânsito quando estava num "taxi-auto", ferindo a cabeça e o rosto, mas sem consequências graves.
Casou em segundas núpcias com Théodore Charles "Armand" Massip, economista conhecido por Armand Massip, em 7 de agosto de 1916, em Paris, no 16éme arrondissement, mas já havia se casado com ele por contrato em 25/07/1916. Armand Massip nasceu em 27 de julho de 1855 em Toulouse e faleceu em 19 de dezembro de 1923 na mesma cidade.

## Feminista

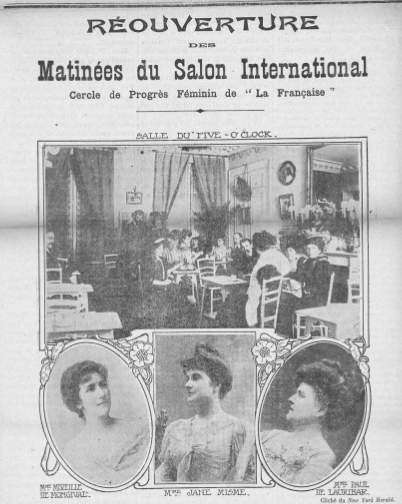
Reabertura do Salon International do Cercle de Progrés de "La Française", incluindo retrato de Mme. Paul de Lauribar

Como Mme. Paul de Lauribar, fez parte do Conselho Nacional das Mulheres Francesas, tomando parte da redação e do conselho de administração da revista "La Française: organe du conseil national de femmes françaises", juntamente com Jane Misme.
Criou, juntamente com Jane Misme, na 49 rue Laffitte, o "Salon International de la Française" intitulado "Cercle de progrès féminin", que oferecia às jovens mulheres de todos os países um centro intelectual e um espaço comum.
Fundadora e escolhida presidente da Ligue des Femmes de Fonctionnaires (1909) após uma campanha pela causa das esposas de funcionários na revista La Française n. 119.
Autora de um estudo que se tornou referência por mostrar a situação das mulheres ao longo do tempo e sua posição como "menor" segundo as leis francesas da época, Le Code de l'éternelle mineure : (Philosophie du droit féminin) Précéde d'une étude sur la situation juridique et sociale de la femme a travers le âges, que recebeu o prêmio Jules Favre da Academia Francesa. Esse livro vinha com dedicatória ao seu marido: "qui, du premier jour, eut foi en mon oeuvre, et, par ses encouragements affectueux et continus, m'a soutenue dans ce long labeur, je dédie ce libre." Também trazia cartas de Raoul Péret (Président de la Chambre des Députés), André Weiss (de l'Institut), e Henri-Robert (Ancien Bâtonnier de l'ordre des Avocats). Esse livro chegou a ser comentado pela Gazeta de Notícias, do Rio de Janeiro, ainda em 1923, com aviso aos homens:
"Claro que o homem, o tirânico e mau tutor da "eternelle minuer", é aí tratado assaz rudemente... Compreende-se. E justifica-se... Mas o livro de Mme. Paul de Lauribar, que os homens não devem deixar suas esposas e filhas ler, a menos que não queiram concorrer para seu próximo e próprio desprestígio, está escrito num estilo delicioso, onde a ironia cintila".
Em 1933, ganhou, também da Academia Francesa, o prêmio Valentine Abraham Verlain.

## Conferencista
Ao longo de sua carreira, Mme. Paul de Lauribar proferiu várias conferências, incluindo uma série sobre compositores.
Conferências sobre música no Théatre Michel, acompanhadas da musicista Mme. Kellerman:
Bach, Hoendel, Haydn, Mozart e Beethoven, 1910.
Mozart, 26/05/1910
Rameau, 25/maio/1911
Mozart, 1/junho/1911
Beethoven, 8/junho/1911
Outras conferências:
La Roumanie, 29/11/1916, matinê em auxílio dos cegos da guerra, na rue Balzac, 2, com a presença de Mlle Hélène Vacaresco, com participação de artistas romenos.
Rameau, sa vie, son oeuvre et le mouvement intellectuel et artistique de son époque. Seguida dum grande concerto. No Cercle du Luxembourg, 11/03/1920.
La Camorra, sur les moeurs napolitaines, na Mairie du 9e arrondissement, 03/02/1928
L'Abbaye de Frontevault et Gabrielle de Mortemart, la reine des Abbesses, no Lyceum de France, 17/04/1929.

## Escritora
Paul de Lauribar escreveu livros sobre diversos assuntos e de diversos gêneros.

### Livros
Quelques musiciens français du dix-septième siècle.
Six peintres du seizième siècle (École bolonaise): Caraccio, Caravaggio, Guido Reni, Domenichino, Albane, Guerchino.
Les Amours d'un savant, roman par Paul de Lauribar. Paris: Dujarric, 50, rue des Saints-Pères, 1906.
L'enseignement de l'italien dans les lycées de jeunes filles. Preface d'Émile Faguet. Paris : M. Bauche, [s.d.]
La Guerre italo-turque devant l'Europe, avec préface de M. Charles Leboucq. Paris : Publications de "l'Informateur parlementaire, 1912.
Le musée Galliera et la vie douloureuse de sa fondatrice (Honoré d'une souscription de la Ville de Paris). Lille : impr. de Liégeois-Six, 1914.
Les Modeleurs des petites âmes françaises : conférence faite au profit de l'Union franco-belge de la croix-blanche oeuvre d'assistance aux membres de l'enseignement des régions envahies. Paris : Alcan, 1918
Le Code de l'éternelle mineure : (Philosophie du droit féminin) Précéde d'une étude sur la situation juridique et sociale de la femme a travers le âges.Paris Plon Nourrit et Cie. Imp. Edit. [1922]
Mensonges allemands, erreurs anglaises, la vérité historique sur l'occupation de la Ruhr, d'après les documents officiels allemands, anglais, français. Paris : Société française d'imprimerie (L. Cadot), 1924.
La Vérité historique sur l'occupation de la Ruhr : d'après les documents officiels allemands, anglais, français. Paris : Société française d'imprimerie, 1924.

### Outras produções
Há diversas produções espalhadas por periódicos, tais como:
"L'aveugle de Lugo". La Revue v.XXXVI, 01/01/1901, p.659-669. (Este conto foi traduzido para o português e publicado em folhetim no Jornal do Recife em 14/04/1901 e 16/04/1901).
"Une Excursion à L'Ile d'Elbe". Les Annales politiques et littéraires a.23 n. 1133, 12/03/1905, p. 169
"Histoire d'un Brigand". Le Journal a.10 n. 3016, p. 1-2
"Pour les veuves de fonctionnaires", La Française a.2 n.34, 09/06/1907, p. 1, e La Française a.2 n.38, 07/07/1907, p. 1
"M. Pierre Sales",La Française a.2 n.38, 07/07/1907, p. 1
"M. Pierre Sales", La Française a.2 n.38, 07/07/1907, p. 1